# Bandera del Quindío
La bandera del Quindío es el principal símbolo oficial del departamento colombiano del Quindío. Fue diseñada por Solita Lozano de Gómez, quien también diseñó el escudo de armas del Departamento del Quindío.

## Disposición y significado de los colores
La bandera está conformada por tres franjas verticales de igual proporción, de color verde la que se encuentra ubicada a la izquierda, amarillo la central y púrpura la derecha. Según la versión oficial de la Gobernación del Quindío, los colores tienen el siguiente significado:
- El color verde simboliza la vasta vegetación del departamento, y la agricultura.

- El color amarillo simboliza el oro de la cultura quimbaya, la cual habitó en la zona, así como la gran contribución del departamento a la economía del país.

- El color púrpura es el color del grano de café cuando está listo para ser recogido, lo cual representa una expresión de la madurez, ya que el café es el producto más importante del departamento.